# BAFTA 2016
A 69.ª cerimônia de entrega dos Prémios da Academia Britânica de Cinema (ou BAFTA 2016) foi uma transmissão televisiva, produzida pela própria condecoração, para premiar os melhores atores, técnicos e filmes de 2016. O filme premiado na categoria mais importante da noite (melhor filme) foi The Revenant.
A cerimônia, marcada para 14 de fevereiro de 2016, foi realizada no Royal Albert Hall, em Londres, Reino Unido. O anfitrião foi o comediante britânico Stephen Fry.

## Cronograma
| Data                    | Evento                         |
| ----------------------- | ------------------------------ |
| 8 de janeiro de 2016    | Anúncio dos indicados ao BAFTA |
| 14 de fevereiro de 2016 | Cerimônia do BAFTA 2016        |

## Vencedores e indicados
| Melhor Filme The Revenant - The Big Short - Bridge of Spies - Carol - Spotlight | Melhor Diretor Alejandro González Iñárritu – The Revenant - Todd Haynes – Carol - Adam McKay – The Big Short - Ridley Scott – The Martian - Steven Spielberg – Bridge of Spies                                                                                       |
| Melhor Ator Leonardo DiCaprio – The Revenant como Hugh Glass - Bryan Cranston – Trumbo como Dalton Trumbo - Matt Damon – The Martian como Mark Watney - Michael Fassbender – Steve Jobs como Steve Jobs - Eddie Redmayne – The Danish Girl como Lili Elbe / Einar Wegener           | Melhor Atriz Brie Larson – Room como Joy "Ma" Newsome - Cate Blanchett – Carol como Carol Aird - Saoirse Ronan – Brooklyn como Eilis Lacey - Maggie Smith – The Lady in the Van como Miss Mary Shepherd - Alicia Vikander – The Danish Girl como Gerda Wegener       |
| Melhor Ator Coadjuvante Mark Rylance – Bridge of Spies como Rudolf Abel - Christian Bale – The Big Short como Michael Burry - Benicio del Toro – Sicario como Alejandro Gillick - Idris Elba – Beasts of No Nation como Comandante - Mark Ruffalo – Spotlight como Michael Rezendes | Melhor Atriz Coadjuvante Kate Winslet – Steve Jobs como Joanna Hoffman - Jennifer Jason Leigh – The Hateful Eight como Daisy Domergue - Rooney Mara – Carol como Therese Belivet - Alicia Vikander – Ex Machina como Ava - Julie Walters – Brooklyn como Madge Kehoe |
| Melhor Roteiro Original Tom McCarthy e Josh Singer – Spotlight - Matt Charman, Joel Coen e Ethan Coen – Bridge of Spies - Josh Cooley, Pete Docter e Meg LeFauve – Inside Out - Alex Garland – Ex Machina - Quentin Tarantino – The Hateful Eight                                   | Melhor Roteiro Adaptado Adam McKay e Charles Randolph – The Big Short - Emma Donoghue – Room - Nick Hornby – Brooklyn - Phyllis Nagy – Carol - Aaron Sorkin – Steve Jobs                                                                                             |
| Melhor Cinematografia Emmanuel Lubezki – The Revenant - Roger Deakins – Sicario - Janusz Kamiński – Bridge of Spies - Edward Lachman – Carol - John Seale – Mad Max: Fury Road | Melhor Estreia Britânica Naji Abu Nowar e Rupert Lloyd – Theeb - Stephen Fingleton – The Survivalist - Alex Garland – Ex Machina - Debbie Tucker Green – Second Coming - Sean McAllister e Elhum Shakerifar – A Syrian Love Story                                    |
| Melhor Filme Britânico Brooklyn - 45 Years - Amy - The Danish Girl - Ex Machina - The Lobster | Melhor Documentário Amy - Cartel Land - He Named Me Malala - Listen to Me Marlon - Sherpa |
| Melhor Trilha Sonora The Hateful Eight – Ennio Morricone - Bridge of Spies – Thomas Newman - The Revenant – Alva Noto e Ryuichi Sakamoto - Sicario – Jóhann Jóhannsson - Star Wars: Episode VII — The Force Awakens – John Williams                                                 | Melhor Som The Revenant - Bridge of Spies - Mad Max: Fury Road - The Martian - Star Wars: Episode VII — The Force Awakens |
| Melhor Design de Produção Mad Max: Fury Road - Bridge of Spies - Carol - The Martian - Star Wars: Episode VII — The Force Awakens | Melhores Efeitos Visuais Star Wars: Episode VII — The Force Awakens - Ant-Man - Ex Machina - Mad Max: Fury Road - The Martian |
| Melhor Figurino Mad Max: Fury Road – Jenny Beavan - Brooklyn – Odile Dicks-Mireaux - Carol – Sandy Powell - Cinderella – Sandy Powell - The Danish Girl – Paco Delgado | Melhor Maquiagem e Caracterização Mad Max: Fury Road - Brooklyn - Carol - The Danish Girl - The Revenant |
| Melhor Edição Mad Max: Fury Road – Margaret Sixel - The Big Short – Hank Corwin - Bridge of Spies – Michael Kahn - The Martian – Pietro Scalia - The Revenant – Stephen Mirrione | Melhor Filme Estrangeiro Relatos salvajes ( Argentina) - Nie Yinniang ( Taiwan) - Force Majeure ( Suécia) - Theeb ( Jordânia) - Timbuktu ( Mauritânia) |
| Melhor Filme de Animação Inside Out - Minions - Shaun the Sheep Movie | Melhor Curta-Metragem de Animação Edmond - Manoman - Prologue |
| Melhor Curta-Metragem Operator - Elephant - Mining Poems or Odes - Over - Samuel-613 | Melhor Ator/Atriz em Ascensão John Boyega - Taron Egerton - Dakota Johnson - Brie Larson - Bel Powley |